# Lecovycja
Lecovycja, česky Lecovica, ukrajinsky Лецовиця, maďarsky Kislécfalva, je osada obce Brestiv, v okrese Mukačevo, v Zakarpatské oblasti Ukrajiny. Patří do Čynadijevské vesnické komunity. V roce 2025 zde žilo 825 obyvatel.

## Historie

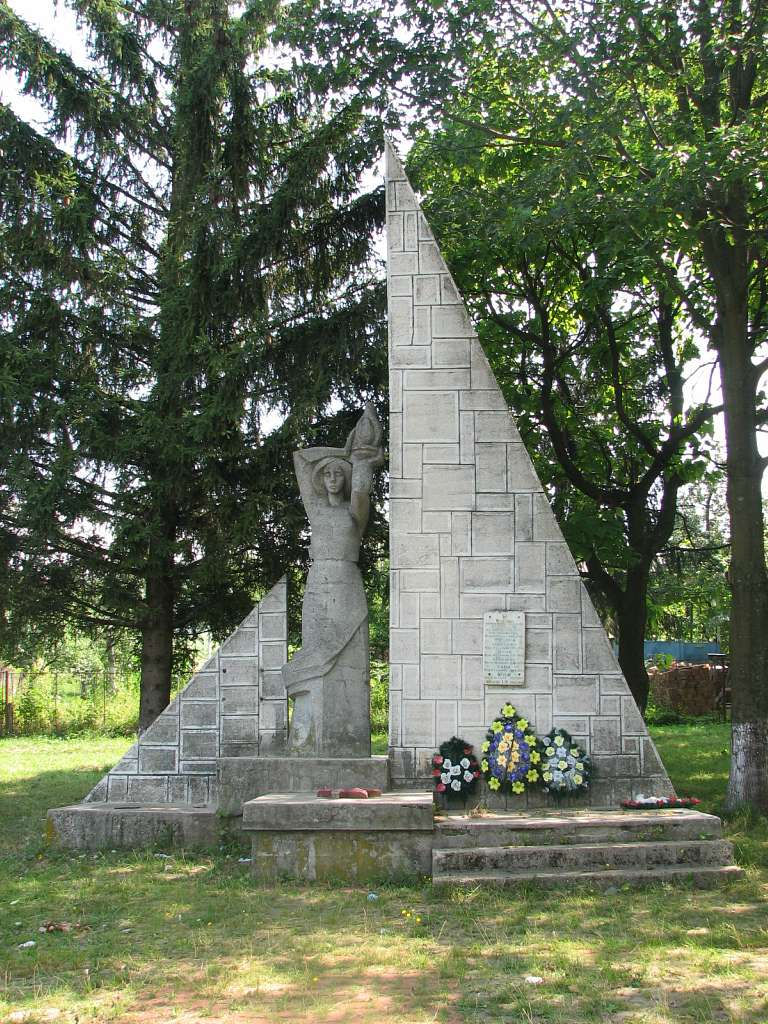
Památník s názvem „Truchlící matka“

První písemná zmínka o vsi pochází z roku 1649. Do uzavření Trianonské smlouvy byla ves součástí Uherska, poté byla, pod názvem Lecovica, součástí československé první republiky. Od roku 1945 byla součástí Ukrajinské sovětské socialistické republiky, která byla součástí SSSR, a nakonec od roku 1991 je součástí samostatné Ukrajiny.